# Wilkowice (Tarnowskie Góry)
Pour les articles homonymes, voir Wilkowice (homonymie).
Wilkowice est une localité polonaise de la gmina de Zbrosławice, située dans le powiat de Tarnowskie Góry en voïvodie de Silésie.

## Histoire
Jusqu'en 1945, Groß Wilkowitz fait partie de l'arrondissement de Beuthen à partir de 1818, puis de l'arrondissement de Tarnowitz de 1922 à 1926 puis de l'arrondissement de Beuthen-Tarnowitz dans le district d'Oppeln dans la province de Silésie.